# NGC 1076
NGC 1076 è una galassia lenticolare (o a spirale) situata nella costellazione della Balena, a una distanza di circa 92 milioni di anni luce dalla nostra Via Lattea.

## Scoperta
La galassia è stata scoperta il 29 Dicembre 1885 dall'astronomo statunitense Lewis Swift.